# Starsailor
Starsailor é uma banda de rock alternativo da Inglaterra formada em 2000, com sonoridade na mesma linha de bandas britânicas como Travis ou Coldplay.
A banda tirou o seu nome de um álbum de 1970, de Tim Buckley.

## Integrantes
Em 2000, a banda foi composta por:
- Ben Byrne - nascido em 8 de março, em Warrington, Cheshire - (bateria)
- James ‘Stel’ Stelfox - nascido em Warrington, Cheshire - (Baixo)
- James Walsh - nascido em 10 de junho de 1980, em Chorley, Lancashire - (Guitarra / Vocal)
- Barry Westhead - nascido em Wigan, Greater Manchester - (Teclas)

Músicos adicionais regulares:
- Mark Collins - (Guitarra e vocal adicionais; 2003-2004)
- Richard "Echoboy" Warren - (Gaita, guitarra e vocal adicionais; 2005-)

## Discografia
- Love Is Here - 2001
- Silence Is Easy - 2003
- On The Outside - 2006
- All the Plans - 2009